# Korsaren

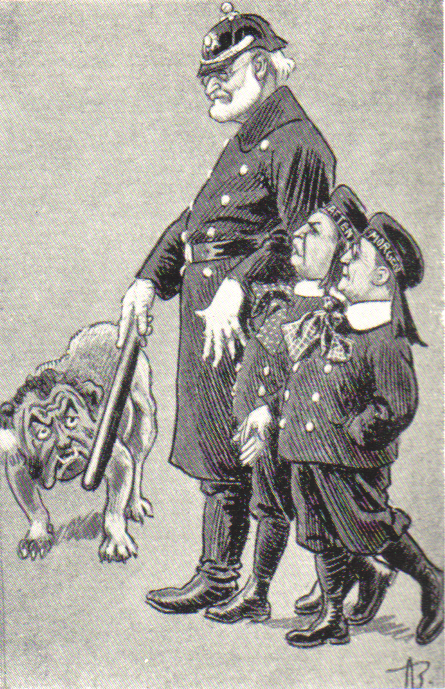
Karikatyr av Andreas Bloch publicerad i Korsaren 1905.

Korsaren var en norsk tidning som började utges i Kristiania 1894, från 1903 under ledning av Egil Hartmann, senare under mycket skiftande redaktion. Tidningen började genom att 1894 köpa Krydseren grundlagd 1879 av Jacob Breda Bull som mellan 1883 och 1892 var redigerad av Harald Hjalmar Schmidt.
Tidningen ordinarie tecknare var hela tiden Andreas Bloch, i äldre årgångar även bland andra Olaf Gulbransson, Othar Holmboe och Gustav Lærum. Tidningen lades ned 1926.